# Antonín Augusta
Antonín Augusta (12. dubna 1832 Městec Králové — 17. srpna 1866 Jefferson City USA), byl český nakladatel, který se poprvé pokusil o vydání sebraných spisů Boženy Němcové.

## Život

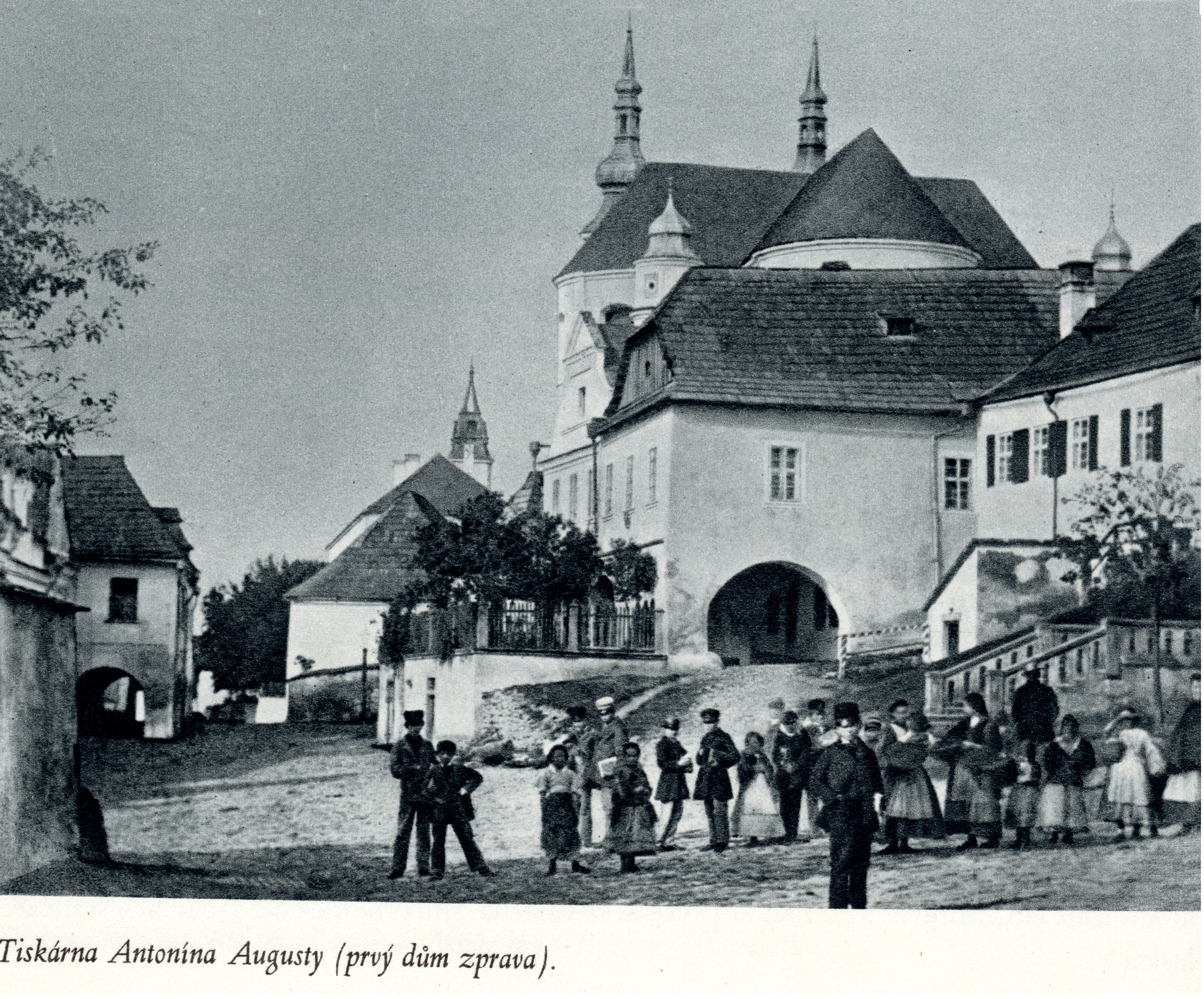
Augustova tiskárna v Litomyšli (zcela vpravo)

### Mládí
Narodil se v Městci Králové, v rodině c. k. poštmistra z Nehvizd Václava Augusty a jeho manželky Františky, rozené Viesnerové. Podle jednoho z dopisů Boženy Němcové měl otec Antonína Augusty v Nehvizdech statek - viz dopis 649.)
V letech 1822-1830 se Václavu a Františce Augustovým narodilo celkem sedm dětí. Josef Augusta byl osmým dítětem.

### Rodina
V roce 1852 se oženil s Františkou Bergrovou, dcerou litomyšlského tiskaře Františka Bergra a jeho manželky Josefy, rozené Tobolářové. Jak uvedla Božena Němcová v dopise 649, zdědila Františka Bergrová (o které se v tomtéž dopise vyjádřila nevlídně se slovy "...lituju Augustu...") tiskárnu po zemřelých rodičích a v době svatby již byla její majitelkou. (Němcová se mýlila, tchyně Josefa Bergerová v té době žila, tiskárnu převzala ještě poté, co Augusta opustil rodinu a odstěhoval se do Ameriky. Vedla ji v letech 1863-1874.) Manželé Augustovi měli čtyři děti:
- František (* 23.6.1853)[6]
- Adolf (* 20.9.1856)[7],
- Vladimír (* 1.8.1861 – 29.6.1940),[8][9] převzal po rodičích tiskárnu
- Eduard (1862–1884), zemřel osmnáctiletý[2][10]

### Závěr života
V roce 1863, když pověst Antonína Augusty mezi vlastenci byla poškozena spory s Boženou Němcovou, odešel do Ameriky. Rodinu i s dětmi zanechal v Litomyšli a přijal nové příjmení Elsner. V roce 1866 zemřel.

## Antonín Augusta a Božena Němcová
Do dějin české literatury se Antonín Augusta zapsal (spíše nechvalně) svou spoluprací s Boženou Němcovou. Ta již v listopadu 1859 psala synu Karlovi, že bude Augusta vydávat její spisy a těšila se, že bude mít "...pár grošů v zásobě" (dopis 560); v únoru 1860 oznámily Pražské nowiny plánované otištění sebraných spisů Boženy Němcové v deseti svazcích. První zachovaný dopis z korespondence mezi Antonínem Augustou a Boženou Němcovou je datován 5. března 1860 a Augusta v něm žádal o zprávu, má-li očekávat doplněk k již předanému rukopisu pro první svazek sebraných spisů. Božena Němcová přijela na Augustovo vyzvání do Litomyšle 11. září 1861 a 16. září téhož roku s ní Antonín Augusta uzavřel smlouvu na vydání sebraných spisů (dopisy 642 a 643), podle které spisovatelka postupovala nakladateli vlastnická práva na 15 let. Spisy měly vycházet v šestinedělních lhůtách v pětiarchových sešitech. Za první vydání archu měla Němcová obdržet dvacet zlatých, za druhé deset.

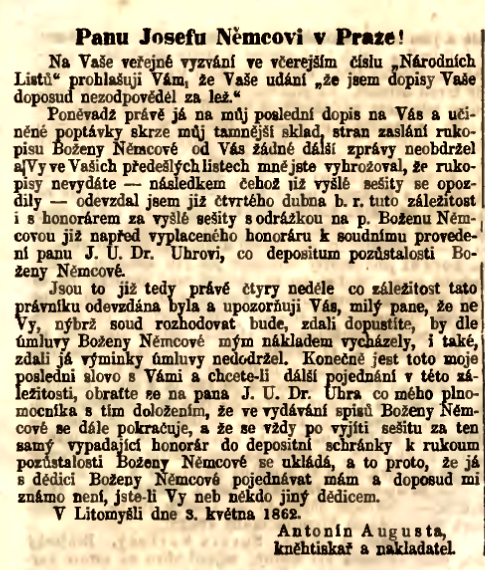
Otevřený dopis nakladatele Augusty Josefu Němcovi (Národní listy 1866)

Manžel Josef Němec varoval Němcovou dopisem z 21. 9. 1861, aby nepřijímala závazky k Augustovi coby korektorka spisů slovy "...Věř mně, že se on v Tobě zmýlil a ty v něm. Člověk, který se topí, chytá se každého stýbla a to je ten pád u Augusty..." (dopis 647).
Vztahy Augusty s Němcovou se vyhrotily v říjnu a listopadu 1861, kdy nejprve nakladatel urgoval odevzdání rukopisu pro druhý sešit spisů s tím, že záloha 15 zlatých byla vyplacena. Dalších pět dopisů již bylo formulováno nevybíravě, např. slovy "...Nedáte-li hned rukopis co dokončený, tak se postarejte, jak živa budete; já zapověděl Vám již co dát." Nemocná spisovatelka nebyla schopna nakladatelovy požadavky (ke kterým se zavázala) splnit; ten jí odmítal vyplácet další zálohy a Němcová přežívala bez prostředků. Josef Němec přijel do Litomyšle 24. listopadu 1861, zaplatil účet a 28. s ní odjel do Prahy. V Praze Božena Němcová ulehla a již nevstala. Antonín Augusta mezitím dotiskoval první sešity Babičky bez autorčiných posledních úprav. 20. ledna 1862 obdržela první sešity Augustova vydání Babičky, celé vydání již nespatřila. Zemřela o den později, 21. ledna 1862.
Životopisci Boženy Němcové se o další osud Antonína Augusty po úmrtí spisovatelky zajímali jen okrajově. Spor o finanční vyrovnání a autorská práva však pokračoval i nadále, jak dosvědčují otevřené listy Josefa Němce a Antonína Augusty, zveřejněné v tisku v květnu 1862.
Pro své chování k autorce Babičky byl Antonín Augusta obecně odsuzován. Až o sedmdesát let později se Arne Novák vyjádřil smířlivěji:
| „                                       | Bylo by nespravedlivo viniti jednotlivce tam, kde se provinila doba! | “ |
| — Arne Novák, Lidové noviny, 4. 8. 1932 |                                                                      |   |

## Antonín Augusta a Jan Neruda
V roce 1860 převzal Antonín Augusta po J. R. Vilímkovi vydávání Obrazů ze života. Pro realizaci koncepce periodika byla nutná přítomnost redaktora. Šestadvacetiletý Jan Neruda, který list redigoval již za předchozího vydavatele, pobýval (s přestávkami) v Litomyšli celý rok. Náplní jeho práce byla péče o literární a kriticky kronikářskou náplň listu. Augusta mu též vytiskl jeho tragédii Francesca di Rimini (1860), kterou Neruda vydal vlastní nákladem. Po roce práce přestoupil Neruda do redakce nového časopisu Čas, též cestoval a Litomyšl, stejně jako práci v Obrazech ze života, opustil. V jeho tvorbě nezanechal tento pobyt stopy.

## Dílo

### Tiskárna
Po svatbě převzal Antonín Augusta tiskárnu, kterou manželka zdědila po svých rodičích. Protože sám nebyl vyučeným tiskařem, vedl tiskárnu Jan Vojtěch Jeřábek (1822–1903) z pražské tiskařské rodiny (podílel se na tisku spisů Boženy Němcové, na který spisovatelka sama dohlížela).. Tato tiskárna byla v provozu již od konce 18. století, ale nevedla si dobře. Augustův tchán zde ročně vydával tři až čtyři spisy. Jednalo se o nesložitou četbu pro lid, modlitební knížky apod. Antonín Augusta se zaměřil na vzdělanější české čtenáře, i když lidovou četbu vydával i nadále. Peníze získané ze zakázek pro vojsko investoval do zařízení a založil i pražskou pobočku v dnešní ulici Na příkopě. Vydával spisy významných českých autorů své doby, jako byli Jan Neruda, Vítězslav Hálek, František Ladislav Rieger a další.
Poté, co Antonín Augusta rodinu opustil, nejprve řešila obtížnou finanční situaci tiskárny Augustova tchyně Josefa Bergrová, která ji počátkem roku 1864 zakoupila v dražbě; od roku 1874 vedla podnik Augustova vdova. Po ní, od roku 1889 až do roku 1939 řídil závod její třetí syn Vladimír. Jeho syn Viktor zemřel předčasně roku 1925 a litomyšlský rod Augustů vymřel.

### Periodika
Augustovo nakladatelství vydávalo dvě periodika:
- Obrazy života (redigovali Jan Neruda a Jiljí Vratislav Jahn) - Obrazy života byl ilustrovaný časopis pro širší veřejnost, který měl jak zábavnou, tak poučnou funkci. V nich a v almanachu Máj vstoupila do literatury tzv. májovská generace. První ročník (1859) vydával pražský nakladatel Josef R. Vilímek. Josef Augusta převzal vydávání ročníků 1862-1864 (ročník 2-4). Redaktorem Obrazů ze života byl od 4. čísla roku 1859 do konce 2. ročníku Jan Neruda.[22]
- Hlasy z Litomyšle (redaktor Josef Kučera)

### Spisy Boženy Němcové (dle databáze NK ČR)
- Babička (Božena Němcová, V Litomyšli a v Praze Tiskem a nákladem Antonína Augusty, 1862)
- Babička a jiné povídky (Božena Němcová, Litomyšl a Praha, Antonín Augusta, 1862)
- Národní báchorky a pověsti, Sešit I., II. a III (napsala Božena Němcová, V Litomyšli a v Praze, Antonín Augusta, 1862)
- Pohorská vesnice (povídka ze života lidu venkovského, Božena Němcová, V Litomyšli a Praze, Tiskem a nákladem Antonína Augusty, 1862)
- Sebrané spisy Boženy Němcové, Díl 2, Díl 3 (Litomyšl a Praha, Antonín Augusta, 1862)
- Slovenské pohádky a pověsti (Božena Němcová, V Litomyšli a v Praze, Tiskem a nákladem Antonína Augusty, 1863)
- Chyže pod horami (obrázek ze Slovenska, napsala Božena Němcová, V Litomyšli a Praze, Tiskem a nákladem Antonína Augusty, 1863)

### Knihy ostatních autorů
- Bůh a spomocník můj jsi ty Pane (wýborné modlitby rannj, wečernj, ke Mssi swaté, W Litomyssli, Antonjn Augusta, 1853)
- Katolické pobožnosti (pro vzdělané osoby ženského pohlaví, dle J.J. Nattera v češtině vzdělal Václav Rodomil Kramerius, V Litomyšli, Antonín Augusta, 1853)
- Malé hodinky k neyblaženěgssj Panně Marii (k wětssjmu pohodlj spoluaudů bratrstwa swat. sskapuljře karmelitanského, gakož i třetjho řádu swat. Frantisska Serafjnského, a wssech wraucjch ctitelů neyswětěgssj nebes Králowny podlé řjmského breviáře oprawil a znowu wydal Jan Aloys Dreml, W Litomyssli, Rychlotisk Antonjna Augusty, 1853)
- Catalogus Bibliothecae Cleri districtus Litomissliensis, constitutae studiis reverendissimi dom. dom. Franc. Xav. Paul ... Anno salutis 1853 (Vikariát Litomyšl, Typis Antonii Augusta, 1854)
- Všecko k větší slávě Boží! (modlitební kniha pro katolického křesťana, jenž se chce Bohu klaněti ... od Jana Al. Dremla, V Litomyšli, Antonín Augusta, 1854)
- Diwotwůrkyně dewatenáctého stoletj sw. Panna a Mučedlnice Filumena (podle wlaského Dona Franceska di Lucia sepsal Jan Aloys Dreml připogiw dewjtidennj popbožnost ..., W Litomyssli, Antonjn Augusta, 1855)
- Jak to vypadá s naší vírou katolickou? (slovo ku katolíkům, jižto mezi evangelíky žijí od Františka Bohuslava Lukše, V Litomyšli, tisk a sklad Antonína Augusty, 1855)
- Duchownj Gádro (modlitebnj Kniha pro nábožné křesťany w každém čase... (od Kaspara Neumanna, W Litomyssli, Antonjn Augusta, 1858)
- Zpěvy duchovní k službám Božím nižší reální a hlavní školy ve Vysokém Mýtě (ze sbírek nábožných písní vyňaté od Ad. Porma, V Litomyšli, Tiskem Antonína Augusty, 1859)
- Geologie, čili, Nauka o útvarech zemských, se zvláštním ohledem na krajiny českoslovanské, Sešit 1. (sepsal Jan Krejčí, V Litomyšli, Antonín Augusta, 1860)
- Historická zpráva o děkanském chrámu Páně, povýšení sv. Kříže, v městě Litomyšli (pomněnka na 500letou památnou slavnost řečeného domu božího, V Litomyšli, Tiskem Antonína Augusty, 1860)
- Mléko čisté prawdy Božj, to gest, Katechysmus, aneb, Neyprwněgssj počátky křesťanského učenj s Kratičkým wyswětlenjm k wzdělánj mládeže cýrkwj Božjch w Čechách a w Morawě se nacházegjcých podlé nábožentwj Helwetského (Jan Theofil Elsner, W Litomyssli, Antonjn Augusta, 1860)
- Průmysl a postup výroby jeho v působení svém ke blahobytu a svobodě lidu zvláště pracujícího (sepsal František Ladislav Rieger, V Litomyšli, Tiskem a nákladem Antonína Augusty, 1860)
- František Ladislav Rieger, obraz životopisný (od Jiljího Vratislava Jahna, V Litomyšli, Tiskem a nákladem Antonína Augusty, 1861)
- Kateřina z Pernštýna (truchlohra v pateru jednání od Jiljího V. Jahna,V Litomyšli : Tiskem a nákladem Antonína Augusty, 1861)
- Material k slovníku technologickému (sebral Arnošt Vysoký, V Litomyšli, Tiskem a nákladem Antonína Augusty, 1861)
- Král Rudolf (tragédie v pěti jednáních od Vítězslava Hálka, V Litomyšli a v Praze, Tiskem a nákladem Antonína Augusty, 1862)
- Obrázkový kalendář na rok 1863 (hvězdářská částka sepsána od Jos. G. Boehma, V Litomyšli a Praze, Tiskem a nákladem Antonína Augusty, 1862)
- Vymožení Rudolfova majestátu od stavů českých r. 1609 (z původních pramenů sestavil Jakub Malý, V Litomyšli a v Praze, Antonín Augusta, 1862)
- Děje všeobecné, Díl první - Starý věk, Díl druhý - Střední věk (od Karla Ningera, V Praze, Nákladem Antonína Augusty, 1863)
- Skladba jazyka českého (od Václava Zikmunda, V Litomyšli a v Praze, Tiskem a nákladem Antonína Augusty, 1863)